# Exopterygota
Los exopterigotas o exoterigotos (en latín Exopterygota), también llamados hemipteroideos (Hemipteroidea) o hemipterodeos (Hemipterodea) son un superorden de insectos neópteros, probablemente parafilético, que incluye los órdenes con metamorfosis simple o incompleta (hemimetábolos), es decir, aquellos cuyo desarrollo comporta dos estadios similares entre sí, el de ninfa y el de imago (adulto). En los insectos hemimetábolos, los esbozos de alas constituyen brotes externos del tórax durante los estadios ninfales y por ello son llamados exopterigotas.
Cuenta con 130 000 especies en 15 órdenes. Los fósiles más antiguos son del Carbonífero.
Se enfrenta al grupo de los endopterigota. Insectos con metamorfosis completa (holometábolos), es decir, aquellos cuyo desarrollo comporta cuatro estadios: huevo, larva, pupa e imago (adulto). En todas las especies aladas, las alas están presentes solo en los imagos o adultos, de ahí su nombre que quiere decir alas internas, porque los esbozos de las alas están dentro del cuerpo durante los estadios larvales de desarrollo. 
No parece que se trate de un grupo monofilético, ya que la única característica que tienen en común es la mencionada metamorfosis incompleta, un carácter ancestral (plesiomórfico) y no comparten ninguna (apomorfía) que justifique su monofiletismo. De hecho, los paleópteros (efemerópteros y odonatos) también tienen metamorfosis incompleta, pero se diferencian de los exopterigotos por no poder plegar las alas sobre el abdomen cuando el insecto se posa.

## Véase también

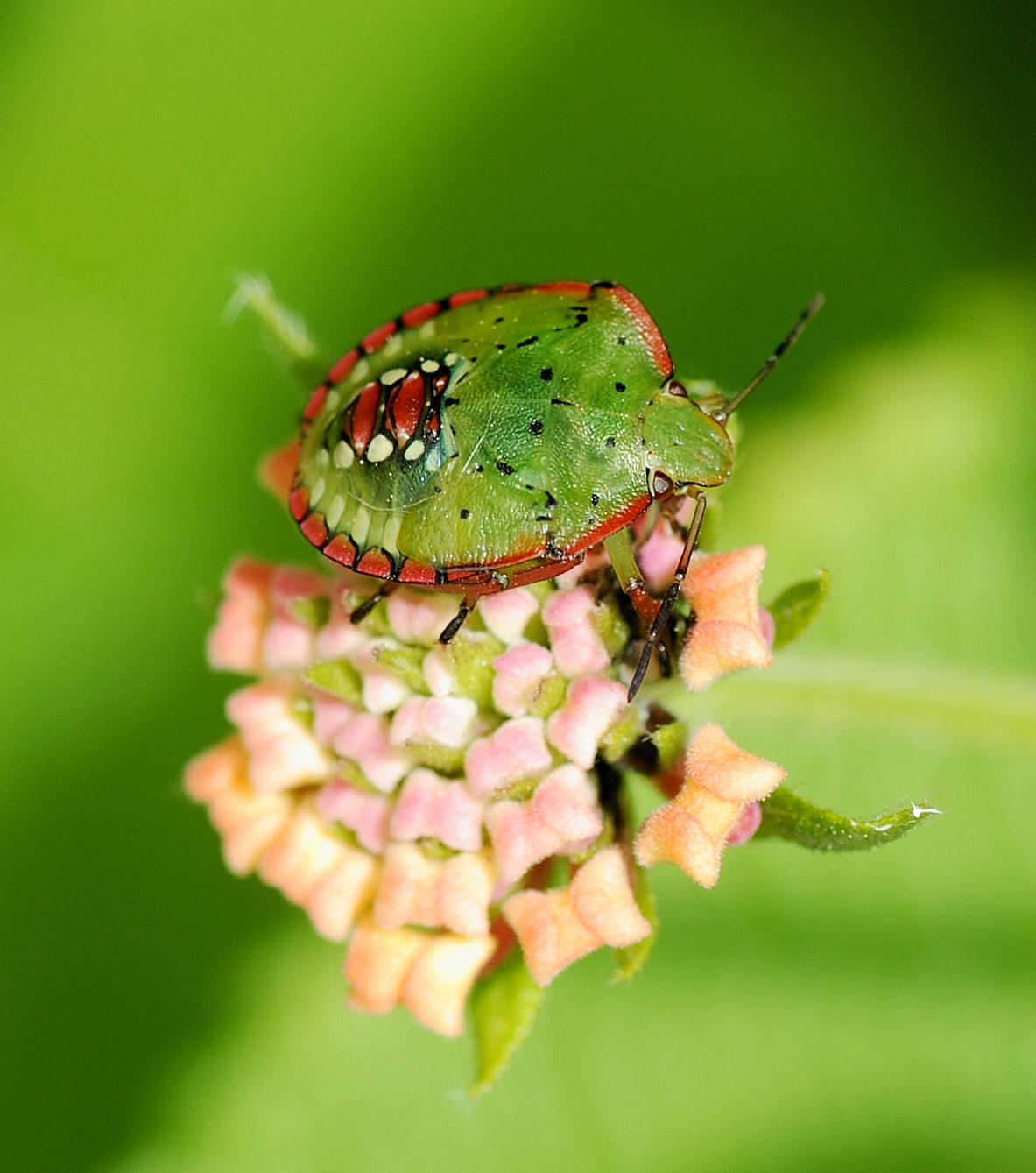
Ninfa de heteróptero sin alas
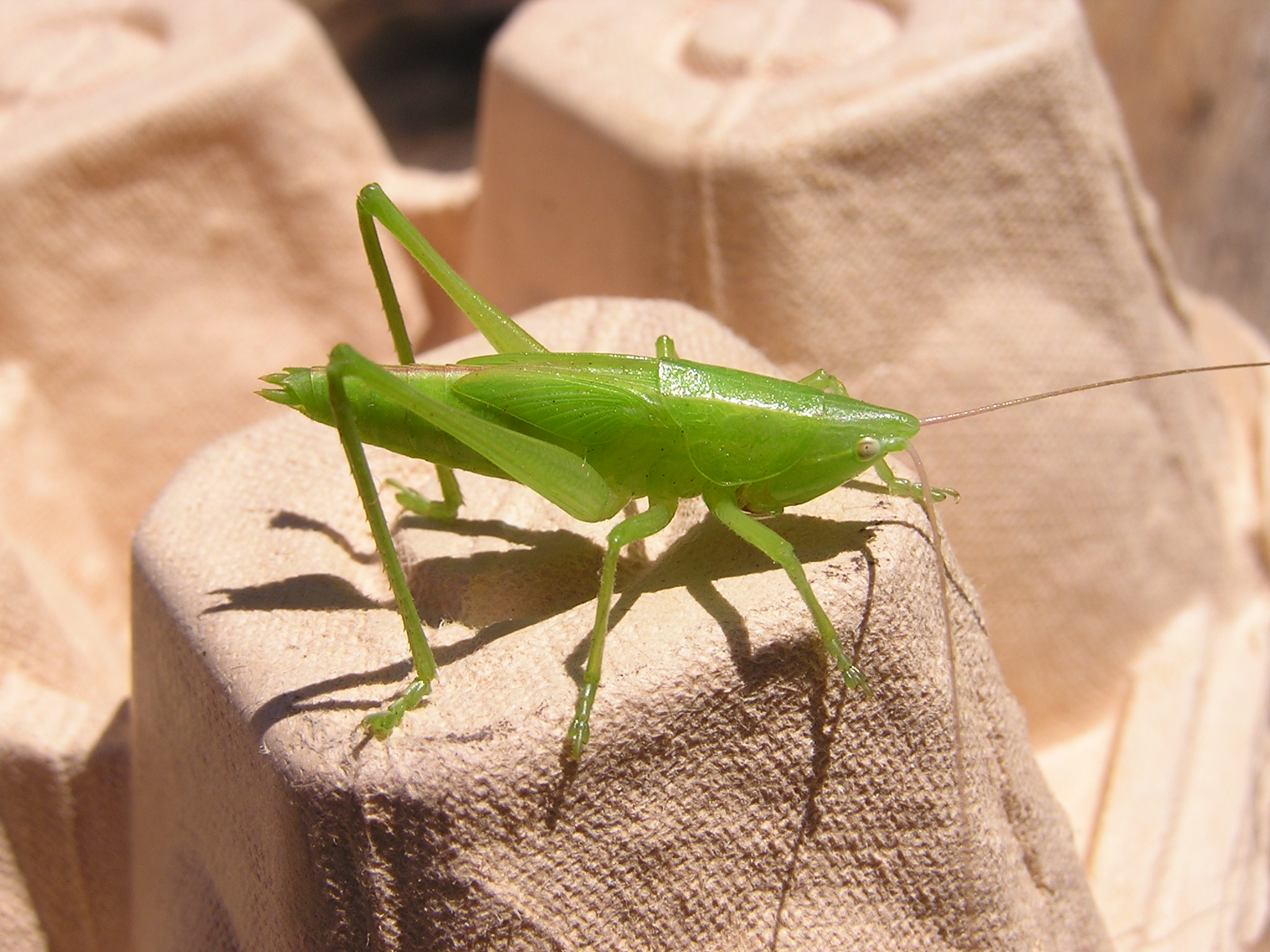
Ninfa de ortóptero con alas incipientes
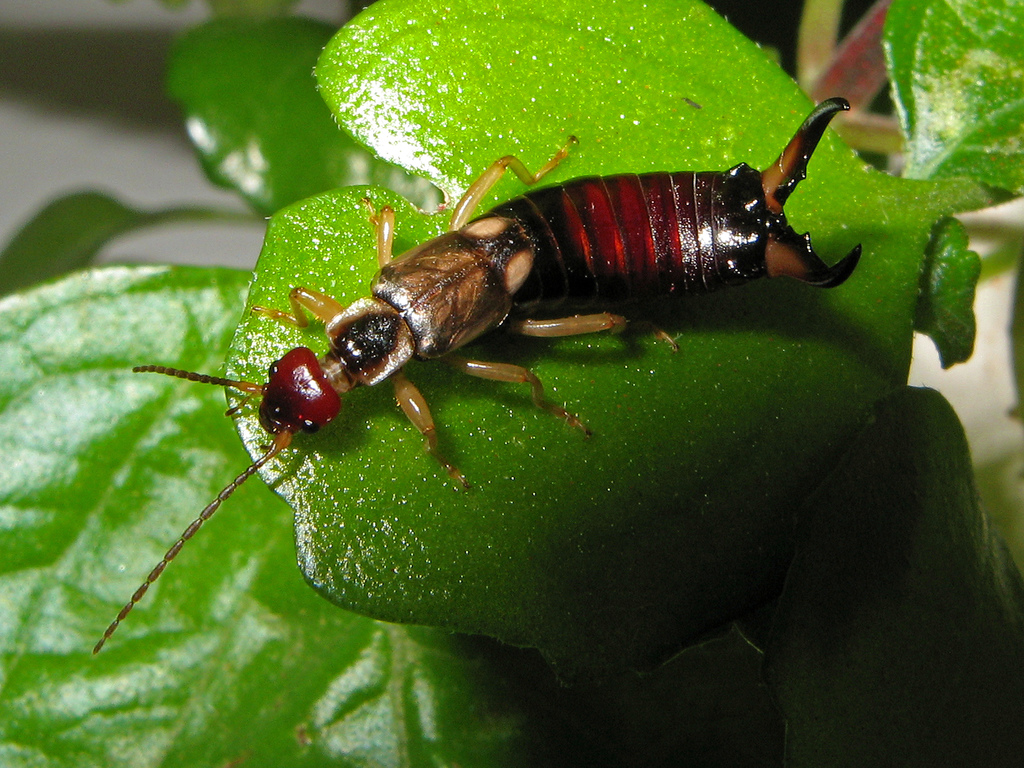
Un dermáptero adulto
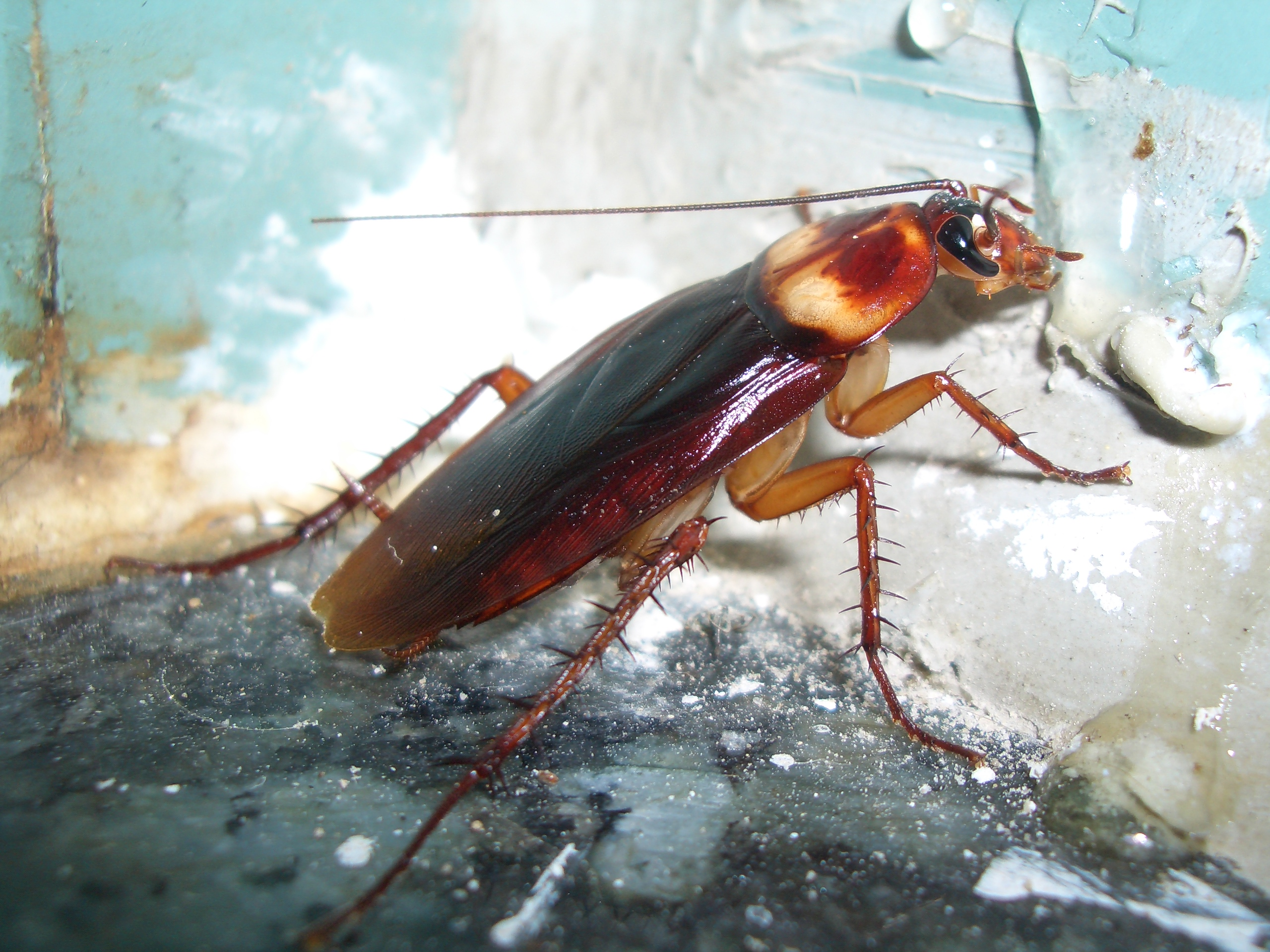
Un blatodeo adulto